# Haileyville
Haileyville és una ciutat dels Estats Units a l'estat d'Oklahoma. Segons el cens del 2000 tenia 891 habitants.

## Demografia
Segons el cens del 2000, Haileyville tenia 891 habitants, 375 habitatges, i 253 famílies. La densitat de població era de 337,3 habitants per km².
Dels 375 habitatges en un 29,3% hi vivien nens de menys de 18 anys, en un 50,4% hi vivien parelles casades, en un 13,9% dones solteres, i en un 32,3% no eren unitats familiars. En el 30,1% dels habitatges hi vivien persones soles el 12,8% de les quals corresponia a persones de 65 anys o més que vivien soles. El nombre mitjà de persones vivint en cada habitatge era de 2,38 i el nombre mitjà de persones que vivien en cada família era de 2,96.
Per edats la població es repartia de la següent manera: un 26,4% tenia menys de 18 anys, un 9,4% entre 18 i 24, un 24,9% entre 25 i 44, un 23,9% de 45 a 60 i un 15,4% 65 anys o més.
L'edat mediana era de 36 anys. Per cada 100 dones de 18 o més anys hi havia 90,7 homes.
La renda mediana per habitatge era de 26.833 $ i la renda mediana per família de 29.600 $. Els homes tenien una renda mediana de 29.688 $ mentre que les dones 22.500 $. La renda per capita de la població era de 13.326 $. Entorn del 14,8% de les famílies i el 17,7% de la població estaven per davall del llindar de pobresa.

## Poblacions més properes
El següent diagrama mostra les poblacions més properes.